# تشارلز فريمونت ويست
تشارلز فريمونت ويست (بالإنجليزية: Charles Fremont West)‏ هو لاعب كرة قدم أمريكية أمريكي، ولد في 25 يناير 1899 في واشنطن في الولايات المتحدة، وتوفي في 20 نوفمبر 1979 في واشنطن العاصمة في الولايات المتحدة.